# Pseudosparianthis
Pseudosparianthis is een geslacht van spinnen uit de  familie van de Sparassidae (jachtkrabspinnen).

## Soorten
- Pseudosparianthis accentuata Caporiacco, 1955
- Pseudosparianthis ambigua Caporiacco, 1938
- Pseudosparianthis antiguensis Bryant, 1923
- Pseudosparianthis chickeringi (Gertsch, 1941)
- Pseudosparianthis cubana Banks, 1909
- Pseudosparianthis fusca Simon, 1887
- Pseudosparianthis jayuyae Petrunkevitch, 1930
- Pseudosparianthis megalopalpa Caporiacco, 1954
- Pseudosparianthis picta Simon, 1887
- Pseudosparianthis ravida Simon, 1897
- Pseudosparianthis variabilis F. O. P.-Cambridge, 1900